# Camp de Vista Alegre
El Camp de Vista Alegre va ser un estadi de futbol de la ciutat de Girona Va ser la seu del Girona FC entre 1930 i 1970.
El juny 1922 l'Ajuntament de Girona va inaugurar el nou estadi al barri de Vista Alegre, ja que l'antic Camp de Mart, situat al centre del Parc de la Devesa de Girona, es va quedar petit per albergar al nombrós públic. El dia de la inauguració es va jugar un partit amistós contra l'FC Barcelona, campió de Lliga aquella temporada, perdent el Girona FC 2-5 amb un Barça replet de figures. Al partit va assistir el president culé Hans Gamper. Entre 1922 i 1930 va ser utilitzat per la UD Girona. Entre 1930 i 1970 va ser utilitzat pel Girona FC, fins que es va tornar a quedar petit per als seguidors i ho van substituir per l'actual Municipal de Montilivi.